# Стармало дете
Стармало дете је израз који се користи у уобичајеном говору како би означио дете које је у односу на своје вршњаке зрелије и мудрије, али у понашању и мање спонтано. Према неким изворима, овакво понашање може да указује на психички поремећај, односно може да се схвати као сигнал када је потребно потражити помоћ стручњака.

## Узроци
Узроци оваквог понашања детета могу бити различити. Родитељи који су касније добили дете, понекад и несвесно желе да њихово дете брже одрасте. Такође, пријатељи таквих родитеља најчешће имају већ одраслу децу, па њихово дете дружећи се са њима имитира старије другаре. Ова особина ће се пре испољити код прворођене деце, јер се обично од њих очекује и већа зрелост, а и неретко су бебиситери својој млађој браћи и сестрама. И друштвена клима може утицати на прерано сазревање деце. Како би пропратили савремене трендове, родитељи често оптерећују децу ваннаставним активностима или их „гурају“ у свет одраслих како би „на време стекли позиције“.

## Превентива
Једно од решења да дете не постане стармало је да се више пажње посвети дечјим позоришним представама и музици, као и другим стриктно дечјим активностима.